# Богуславський замок
Богуславський за́мок — оборонна споруда у місті Богуславі, зведена наприкінці XVI ст. князем Янушем Острозьким. Зруйнована наприкінці XVIII століття.

## Розташування
Замок розташовувався в південній частині міста Богуслава, в районі нинішньої Свято-Троїцької церкви та дитсадка № 3, над Россю.

## Описи та історія
Зберігся опис Богуславського замку 1622 року:

| Замок складався з трьох будівель. Тут була головна будівля з помешканнями і господарські будівлі, а саме: возовня, стайня, кухні та пивниці. Вхід до замку був через дерев'яну надбрамну вежу з приміщенням над входом. До замку прилягало передмістя, оточене дерев’яними дубовими палями, з якого по дерев’яному мосту вів шлях до твердині. Озброєння замку було не дуже міцним і складалося з бронзової гармати, чотирьох мушкетів, десяти гаківниць, трьох барильків пороху, п’яти свинцевих каменів і тридцяти куль. Будівлі не були в найкращому стані, мабуть, через недбалість старост. |
Але вже через 30 років замок був у значно ліпшому стані. Було покращено його мури та озброєння.
Богуславський замок був повністю зруйнований у 1678 році турецькою армією під проводом Баші Сайтана та Юрієм Хмельницьким.
Відновлений у 1763 році. Зберігся його тогочасний опис:

| Той замок стоїть над річкою навпроти ринку богуславського. Палями дубовими навкруг і ровом обгороджений. На валу ж парканом дубовим із стрельницями під дашком із готів дубових навкруг обгороджений. До котрого замку в'їзд від Miстa, де спереду рогатка, тобто шлагмам дубовий звідний, від котрого дорога з обох сторін обгороджена. Брама з дерева дубового гонтами побита, у ній ворота подвійні в 5 рядів цвяхами залізними посаджені; в тій же 6paмi по правій cтopoнi коморка для сховання з дверима, на тій 6paмi хатинка з дерева дубового у зруб будована, до котрої входить з подвір'я. Навколо тої хатки ганок із стрельницями з балок дубових побудований. Всередині замку тaкi будівлі: з брами по праву сторону кардигарда (сторожова) з дерева у зруб будована, з сіньми i дверима, у котрій піч кафльова..., при ній в'язниця на арештантів без вікна, навпроти хата з покоєм, з вікнами просторими i піччю кафльовою; в сінях між кардигардією i хатиною є коморка. Той будинок дерном покритий. Льохи два в землі деревом вибудованих. Каплиця з дерева дубового під парканом збудована з підлогою i трьома вікнами; на тій каплиці бойниця велика із стрельницями, гонтом покрита, з куполом зверху. Будинок для мешкання великий, гонтами вкритий, пред ним ганок з містком, з ганку сіни з дверима...; із сіней по ліву руку хата з піччю кафльовою, з тої хати другі покої з вікнами без печі, з котрого покойку по праву руку i по ліву — кабінети. Навпроти із сіней по праву руку хатина друга велика з спальнею i гардеробом, комора з дерева дубового будована. Погрібці два, деревом із середини вибудовані, дерном покриті; кухня з дерева будована з коморкою, любном покрита. Возовня з дерева побудована, дві стайні. Посеред двору криниця з квадрат. Хвіртка із замку ззаду збудована. |
Під час Коліївщини замок був здобутий повстанцями на чолі з Максимом Залізняком.